# Problema de la mochila

Ejemplo del problema de la mochila: dada una mochila con una capacidad de 15 kg que puedo llenar con cajas de distinto peso y valor, ¿qué cajas elijo de modo de maximizar mis ganancias y no exceder los 15 kg de peso permitidos?

En algoritmia, el problema de la mochila, comúnmente abreviado por KP (del inglés Knapsack problem) es un problema de optimización combinatoria, es decir, que busca la mejor solución entre un conjunto finito de posibles soluciones a un problema. Modela una situación análoga al llenar una mochila, incapaz de soportar más de un peso determinado, con todo o parte de un conjunto de objetos, cada uno con un peso y valor específicos. Los objetos colocados en la mochila deben maximizar el valor total sin exceder el peso máximo.

## Historia
El problema de la mochila es uno de los 21 problemas NP-completos de Richard Karp, establecidos por el informático teórico en un famoso artículo de 1972. Ha sido intensamente estudiado desde mediados del siglo XX y se hace referencia a él en el año 1897, en un artículo de George Mathews Ballard.
Si bien la formulación del problema es sencilla, su resolución es más compleja. Algunos algoritmos existentes pueden resolverlo en la práctica para casos de un gran tamaño. Sin embargo, la estructura única del problema, y el hecho de que se presente como un subproblema de otros problemas más generales, lo convierten en un problema frecuente en la investigación de operaciones.

## Definición
A continuación se define formalmente el problema. Supongamos que tenemos {\displaystyle n} distintos tipos de ítems, que van del 1 al {\displaystyle n}. De cada tipo de ítem se tienen {\displaystyle q_{i}} ítems disponibles, donde {\displaystyle q_{i}} es un entero positivo que cumple {\displaystyle 1\leq q_{i}<\infty }.
Cada tipo de ítem i tiene un beneficio asociado dado por vi y un peso (o volumen) wi. Usualmente se asume que el beneficio y el peso no son negativos. Para simplificar la representación, se suele asumir que los ítems están listados en orden creciente según el peso (o volumen). 
Por otro lado se tiene una mochila, donde se pueden introducir los ítems, que soporta un peso máximo (o volumen máximo) W. 
El problema consiste en meter en la mochila ítems de tal forma que se maximice el valor de los ítems que contiene y siempre que no se supere el peso (o volumen) máximo que puede soportar la misma. La solución al problema vendrá dado por la secuencia de variables x1, x2, ..., xn donde el valor de xi indica cuantas copias se meterán en la mochila del tipo de ítem i. 
El problema se puede expresar matemáticamente por medio del siguiente programa lineal:
{\displaystyle {\begin{array}{rl}{\text{maximizar }}&\sum _{i=1}^{n}v_{i}x_{i}\\{\text{tal que }}&\sum _{i=1}^{n}w_{i}x_{i}\leq W\\{\text{y}}&0\leq x_{i}\leq q_{i}.\end{array}}}
Si {\displaystyle q_{i}=1} para {\displaystyle i=1,2,...,n} se dice que se trata del problema de la mochila 0-1. Si uno o más {\displaystyle q_{i}} es infinito entonces se dice que se trata del problema de la mochila no acotado también llamado a veces problema de la mochila entera. En otro caso se dice que se trata del problema de la mochila acotado

## Simplificaciones y generalizaciones

### Problema de la mochila simple
Observar que en un problema de la mochila 0-1, si para cada tipo de ítem el beneficio y los pesos son idénticos (vi=wi), entonces el problema quedaría formulado de la siguiente forma
{\displaystyle {\begin{array}{rl}{\text{maximizar}}&\sum _{i=1}^{n}v_{i}x_{i}\\{\text{tal que}}&\sum _{i=1}^{n}w_{i}x_{i}\leq W\\{\text{y}}&x_{i}\in \{0,1\}.\end{array}}}
Por tanto si existe un vector xi tal que {\displaystyle \sum _{i=1}^{n}w_{i}x_{i}=W}, entonces esa será una solución al problema. Si existe una solución xi de este tipo, resolver el problema de la mochila realmente es resolver el problema de la suma de subconjuntos. Además si el conjunto de los pesos de los elementos es una secuencia supercreciente, es decir, se verifica que:
{\displaystyle w_{i}>\sum _{j=1}^{i-1}w_{j}\quad \forall i}
Entonces se dice que se trata de un problema de la mochila simple o también problema de la mochila tramposa. Este tipo de problemas tiene importantes aplicaciones en el mundo de la criptografía.

### Problema de la mochila de múltiple elección
Si en un problema de la mochila 0-1 los ítems están subdivididos en k clases, denotadas por Ni, y exactamente un ítem tienen que ser tomado de cada clase, entonces hablamos del problema de la mochila de múltiple elección.
{\displaystyle {\begin{array}{rl}{\text{maximizar}}&\sum _{i=1}^{k}\sum _{j\in N_{i}}v_{ij}x_{ij}\\{\text{tal que}}&\sum _{i=1}^{k}\sum _{j\in N_{i}}w_{ij}x_{ij}\leq W,\\&\sum _{j\in N_{i}}x_{ij}=1{\text{ para todo }}1\leq i\leq k\\{\text{y}}&x_{ij}\in \{0,1\}{\text{ para todo }}1\leq i\leq k{\text{ y }}j\in N_{i}.\end{array}}}

### Problema de la mochila múltiple
Si en un problema de la mochila 0-1 tenemos "n" ítems y m mochilas con capacidades Wi entonces tenemos el problema de la mochila múltiple.
Un caso especial del problema de la mochila múltiple es cuando los beneficios son iguales a los pesos y todas las mochilas tienen la misma capacidad. Entonces se le llama problema de la múltiple suma de subconjuntos.

## Métodos de resolución
Este problema se ha resuelto tradicionalmente mediante programación lineal entera.
El hecho de que se trate de programación lineal hace referencia a que la función a optimizar y las inecuaciones que constituyen las restricciones han de ser lineales, es decir, han de ser funciones cuyas incógnitas estén elevadas exclusivamente a la unidad.
Existe otra forma de resolver este tipo de problema, a través de los denominados algoritmos voraces. Una aproximación voraz consiste en que cada elemento a considerar se evalúa una única vez, siendo descartado o seleccionado, de tal forma que si es seleccionado forma parte de la solución, y si es descartado, no forma parte de la solución ni volverá a ser considerado para la misma. Con este método no siempre es posible dar una solución a un problema.
Otro sistema para resolver el problema de la mochila es mediante algoritmos genéticos que son métodos de optimización que tratan de hallar {\displaystyle (x_{i},\ldots ,x_{n})} tales que sea máximo.

### Algoritmos voraces
a) Aplicación del método:
Partimos de la formulación del problema de la mochila aportada anteriormente: 
{\displaystyle {\begin{array}{rl}{\text{Maximizar }}&\sum _{i=1}^{n}b_{i}x_{i}\\{\text{sujeto a}}&\\&\sum _{i=1}^{n}c_{i}x_{i}\leq P\\&x_{i}\in \{0,1\}{\text{ con }}i=1,\ldots ,n\\\end{array}}}
La utilización de un algoritmo voraz consiste en introducir en la mochila según orden decreciente de utilidad (beneficio) los diversos objetos. En una primera etapa, se adicionarán unidades enteras hasta que, por motivo de capacidad, no sea posible seguir introduciendo enteros y haya que añadir la porción que quepa del siguiente objeto.
b) Concepto de solución óptima:
Teorema: si se ordenan los objetos de forma decreciente en cuanto a su relación (utilidad/ponderación = bi/ci), y se introducen en la mochila enteros en este orden mientras quepan, y cuando no quede capacidad para uno entero se añade la porción que aún tenga cabida, el resultado al que se llega es una solución óptima.

### Algoritmos genéticos
Consisten en métodos adaptativos de optimización que tratan de hallar (xi,...,xn) tales que [Sumatoria (bi*xi) desde i= 1 hasta n] sea máximo. Pueden usarse para resolver problemas de búsqueda y optimización. Se basan en el proceso genético de los organismos vivos, por imitación de este proceso, los Algoritmos Genéticos son capaces de ir creando soluciones para problemas del mundo real. La evolución de dichas soluciones hacia valores óptimos del problema depende en buena medida de una adecuada codificación de las mismas. Para utilizar un algoritmo genético hacen falta tres elementos:
Descripción de la población de individuos: cada individuo representa una solución factible a un problema dado. A cada individuo se le asigna un valor o puntuación, relacionado con la bondad de dicha solución.
Función de evaluación (llamada función de ajuste): encontrar una expresión matemática que puntúe a cada individuo de forma que nuestro ideal sea un máximo o un mínimo.
Selección o Mecanismos de reproducción: la función de selección de padres más utilizada, es la denominada función de selección proporcional a la función objetivo, en la cual cada individuo tiene una probabilidad de ser seleccionado como padre que es proporcional al valor de su función objetivo, es decir, indica que cada objeto de la mochila tendrá una probabilidad de ser seleccionado que dependerá de la relación que exista entre beneficios y el peso que ocupa.